# فرودگاه نورث وست آنجل
 فرودگاه نورث وست آنجل (به انگلیسی: Northwest Angle Airport) یک فرودگاه خصوصی بهره‌برداری هوایی است که یک باند فرود چمن دارد و طول باند آن ۷۱۵ متر است. این فرودگاه در کشور ایالات متحده آمریکا قرار دارد و در ارتفاع ۳۲۶ متری از سطح دریا واقع شده است.